# الكانوفية

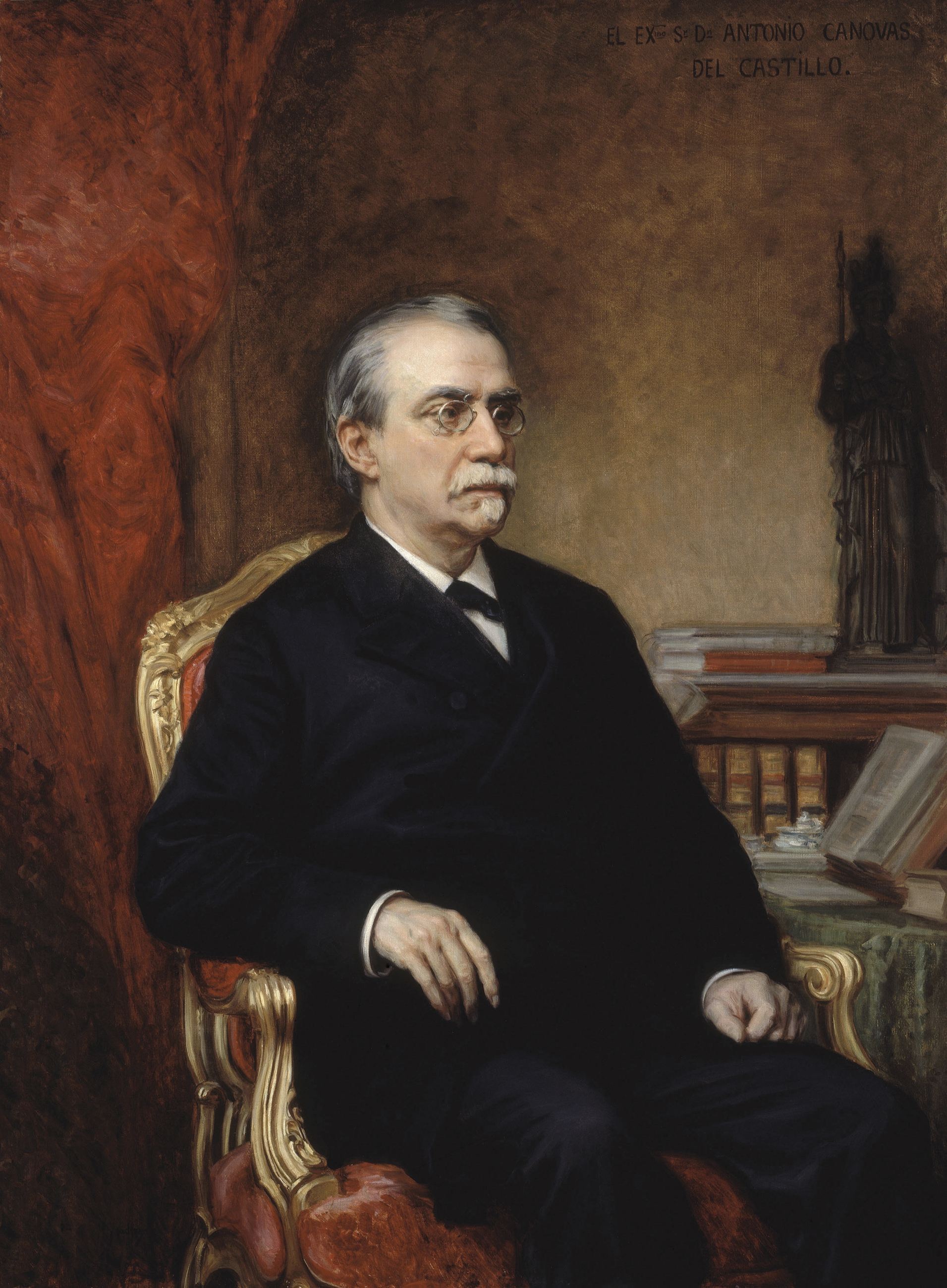

الكانوفية (الإسبانية: Canovista). حركة فكرية سياسية مشتقة من اسم أنطونيو كانوباس ديل كاستيو، وهو الاسم الذي يستخدم في علم التأريخ  لوصف النظام السياسي في حركة التجديد الإسبانية، وتتميز ب:
- بدء نفاذ الدستور في عام 1876 (نظرياً حتى عام 1931، ولكن مع وقف التنفيذ خلال فترة ديكتاتورية بريمو دي ريفيرا) وإرساء السيادة المشتركة بين الكورتيس والملك.
- تداول الحكم في إسبانيا بين الاتجاه الليبرالي-المحافظ لكانوفاس والاتجاه الليبرالي للتجديد (وهي أحزاب ذات علاقة بالسلالة الحاكمة) لساجستا الذي شغل منصب رئيس وزراء إسبانيا خلال الحرب الأمريكية الإسبانية.
- الكاثيكية في الحياة السياسية المحلية.
- التلاعب في الانتخابات من خلال ستر الحقائق وإظهار خلافها أو التزوير أو طرق أخرى من الاحتيال.
- هيمنة المدنيين في ممارسة السلطة السياسية، ضد هيمنة القوات العسكرية في الفترة السابقة (بالإضافة إلى الجنرال مارتينيز كامبوس، مع انتفاضتهم في عام 1974 والتي كانت قد تسمح بعودة ألفونسو الثاني عشر) وبقيت شخصية الملك أساس التوازن بين السلطات المدنية والعسكرية (فهو يحتفظ بنطاق حكم ذاتي واسع ومستقل).

ويعتبر مؤلف خواكين كوستا (الحكم الشمولي والاستبداد) كنموذج حالي لحكم إسبانيا: ضرورة ونظام تغيير (1901) تحليلاً نقدياً للكانوفية من موقف الفكر البعثي في أوائل القرن العشرين، بعد وقوع الحرب الأمريكية الإسبانية في عام (1898) التي افتتحت في الفترة التي تسمى أزمة التجديد للنظام الكانوفي، دون وجود كانوفاس (قتل في هجوم إرهابي في عام 1897).
‌